# Club de Fútbol Talavera de la Reina
El Club de Fútbol Talavera de la Reina és un club de futbol espanyol amb seu a Talavera de la Reina, a la comunitat autònoma de Castella-la Manxa.
Fundat l'any 2011 després de la fusió del CF Talavera i el Real Talavera CD, juga a Segona Federació, i celebra els partits a casa a l'Estadi El Prado, amb una capacitat per a 5.000 localitats.

## Història
L'any 2011 es va fundar el Club de Fútbol Talavera de la Reina per la fusió de dos clubs, el CF Talavera i el Real Talavera CD. 
El club va guanyar Tercera Divisió, Grup 18 la temporada 2016-2017 i va ascendir a Segona Divisió B.
Al final de la temporada 2021-22, el Talavera va descendir a la nova quarta divisió, la Segona Divisió RFEF. Però 3 mesos després, va ocupar la plaça de l'Internacional de Madrid a tercera divisió que va renunciar a la competició per problemes econòmics.

## Temporada a temporada
| Temporada | Nivell | Divisió | Lloc    | Copa del Rei  |
| --------- | ------ | ------- | ------- | ------------- |
| 2011–12   | 5      | 1a Aut. | 2n      |               |
| 2012–13   | 4      | 3a      | 4t      |               |
| 2013–14   | 4      | 3a      | 5è      |               |
| 2014–15   | 4      | 3a      | 1r      |               |
| 2015–16   | 3      | 2a B    | 18è     | Segona ronda  |
| 2016–17   | 4      | 3a      | 1r      |               |
| 2017–18   | 3      | 2a B    | 7è      | Tercera ronda |
| 2018–19   | 3      | 2a B    | 9è      | Primera ronda |
| 2019–20   | 3      | 2a B    | 17è     |               |
| 2020–21   | 3      | 2a B    | 3r / 6è |               |
| 2021–22   | 3      | 1a RFEF | 16è     | Segona ronda  |
| 2022–23   | 3      | 1a Fed. | 20è     |               |
| 2023–24   | 4      | 2a Fed. | 9è      | Primera ronda |
| 2024–25   | 4      | 2a Fed. |         |               |

- 2 temporades a Primera Federació /primera divisió RFEF
- 5 temporades a Segona Divisió B
- 2 temporades a Segona Federació
- 4 temporades a Tercera Divisió